# Sportist Kremikovtzi
Il Sportist Kremikovtzi è una squadra di pallamano maschile bulgara con sede a Sofia.

## Palmarès

### Titoli nazionali
- Campionato bulgaro: 5
  - 1965-66, 1967-68, 1974-75, 1976-77, 1984-85.